# Flughafen Assab

i7
i11
i13
Der Flughafen Assab (IATA-Code: ASA, ICAO-Code: HHSB) ist einer der internationalen Flughäfen Eritreas. Er liegt 4 km entfernt von der Stadt Assab, der Hauptstadt der Region Debubawi Kayih Bahri am südöstlichsten Abschnitt der eritreischen Küste des Roten Meeres in der Nähe des Bab al-Mandab.

## Zivile Nutzung
Vom Flughafen wurden lange Zeit nur Flüge nach Asmara angeboten, seit dem Friedensschluss mit dem Nachbarn Äthiopien soll es jedoch auch wieder Flüge nach Addis Abeba geben. Die einzige am Flughafen Assab operierende Fluggesellschaft war Eritrean Airlines.

## Militärische Nutzung
Im Jahr 2016 schlossen die Vereinigten Arabischen Emirate ein Abkommen mit der eritreischen Regierung für die Nutzung des Flughafens Assab als Militärbasis für 30 Jahre, woraufhin Hangars und weitere Gebäude auf dem Flughafengelände gebaut wurden. Die Vereinigten Arabischen Emirate hatten kurz zuvor ihre Militärbasis im nahegelegenen Dschibuti verloren; Eritrea bekommt im Gegenzug wirtschaftliche Hilfe. Die Militärbasis wird von den Vereinigten Arabischen Emiraten als Basis im Huthi-Konflikt genutzt. Möglicherweise werden auch im Tigray-Konflikt Drohnen eingesetzt, die auf der Militärbasis Assab stationiert sind. Nachdem sich die Vereinigten Arabischen Emirate aus dem Konflikt im Jemen zurückgezogen hatten, wurde ab Mitte 2019 auch die Militärbasis in Assab abgebaut.